# Sekhemre-Wepmaat Intef
Sekhemre-Wepmaat Intef (hoặc Antef, Inyotef), còn được gọi là Intef V hoặc Intef VI, là một vị vua thuộc Vương triều thứ 17 trong Thời kỳ Chuyển tiếp thứ Hai của Ai Cập, khi đất nước bị chia cắt bởi triều đại của người Hyksos. Ông cai trị Thebes của Thượng Ai Cập, trong khi người Hyksos kiểm soát Hạ Ai Cập.
Không có nhiều thông tin về khoảng thời gian trị vì của Sekhemre-Wepmaat. Triều đại của ông có lẽ bắt đầu khoảng từ năm 1573 TCN đến 1571 TCN. Sau khi qua đời, người anh/em của ông, pharaon Nubkheperre Intef lên ngôi kế vị.

## Gia đình
Sekhemre-Wepmaat và Nubkheperre Intef là 2 người con trai của vua Sobekemsaf II, nhưng không rõ mẹ của họ là ai, dựa vào dòng chữ trên rầm cửa của một ngôi đền ở Gebel-Antef, Kim Ryholt giải thích. Hai nhà nghiên cứu Aidan Dodson và Daniel Polz cũng đồng tình quan điểm này. Theo dấu tích trên quan tài E3019, "Từ người anh/em, vua Antef (chỉ Nubkheperre) trao tặng", pharaon Nubkheperre đã tặng nó cho việc chôn cất ông.

## Lăng mộ
Mộ của Sekhemre-Wepmaat vẫn còn nguyên vẹn cho đến những năm 1850, những tên trộm mộ đã bắt đầu viếng thăm ngôi mộ của ông.
Đỉnh ngôi mộ kim tự tháp của Sekhemre-Wepmaat lại được tìm thấy tại Dra Abu el-Naga, nơi mà nhà khoa học Daniel Polz đã tìm ra mộ của Nubkheperre, hiện đang được lưu giữ tại Bảo tàng Anh. Phần đỉnh nghiêng 60 độ và có khắc tên nhà vua, được cho là hoàn thiện nhất.
Ngoài ra, người ta còn phát hiện được một chiếc rương chứa những bình canopic cùng cỗ quan tài của Sekhemre-Wepmaat, hiện trưng bày tại Bảo tàng Louvre. Một lưỡi rìu đồng được cho là tìm thấy từ ngôi mộ của ông, thì được trưng bài tại một bảo tàng của Berlin.

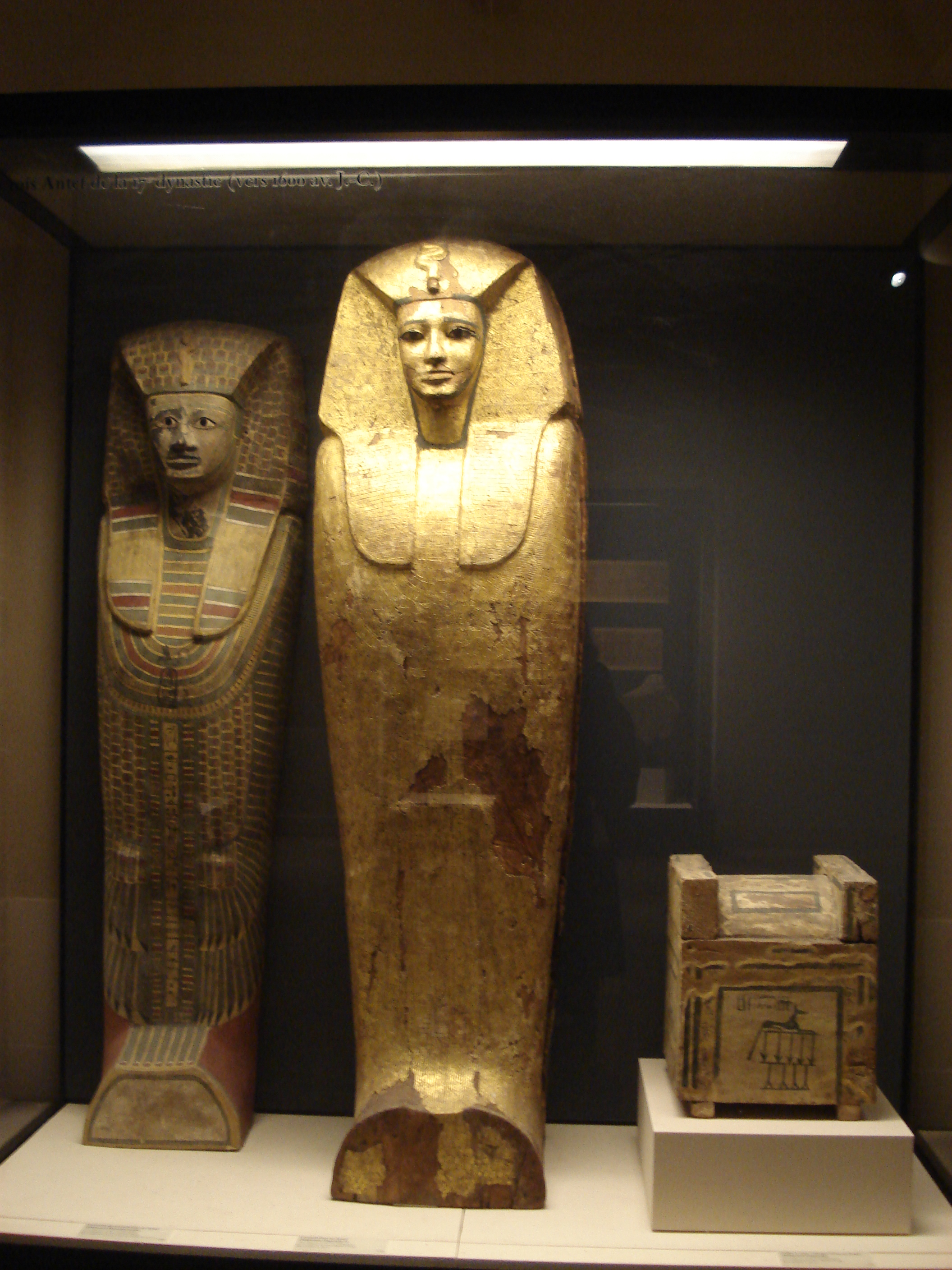
Quan tài và chiếc rương chứa những bình canopic của Sekhemre-Wepmaat Intef, bên trái là quách của Sekhemre-Heruhirmaat Intef